# Stoklasná Lhota
Stoklasná Lhota (německy Stoklas Lhota) je vesnice, část města Tábor ve stejnojmenném okrese v Jihočeském kraji. Leží
3,7 kilometru severně od Tábora. Rozkládá se na ploše cca čtrnáct hektarů východně od dálnice D3 (E55) – šest kilometrů směr Praha od mimoúrovňové křižovatky silnic číslo 3 a 19 s E55 (“U Mašáta“). Příjezd do Stoklasné Lhoty je po komunikaci od Košína (ze silnice č. 603) a od Čekanic, vede sem autobusová linka městské hromadné dopravy (MHD Tábor) trasa: Náchod (Tábor) – Tábor město – Čekanice – Stoklasná Lhota.

## Historie
První písemná zmínka o vesnici pochází z roku 1371, kdy darovali Petr, Václav a Smil z Dírného s Petrem ze Dvorce jeden lán pole „…ve Lhotě Stoklasné a úrok v Myskovicích klášteru v Sezimově Ústí, kterýž se za to zavázal, že bude na ně při modlitbách a mšemi zádušními vzpomínati“. Od 15. století náležela ves Hýlovcům z Polkovic, kteří ji připojili k Měšicům u Tábora.
V roce 1810 získal panství Měšice u Tábora, včetně Stoklasné Lhoty, Jan Karel Hanygar z Eberka. Ten po smrti Jana Prokopa, zvaného „Holý“ ze Stoklasné Lhoty č. 8, jmenoval roku 1811, rychtářem jeho syna Františka Prokopa, zvaného "Holý" ze Stoklasné Lhoty č. 17.

## Obyvatelstvo
| Rok            | 1869 | 1880 | 1890 | 1900 | 1910 | 1921 | 1930 | 1950 | 1961 | 1970 | 1980 | 1991 | 2001 | 2011 | 2021 |
| -------------- | ---- | ---- | ---- | ---- | ---- | ---- | ---- | ---- | ---- | ---- | ---- | ---- | ---- | ---- | ---- |
| Počet obyvatel | 198  | 245  | 282  | 279  | 256  | 251  | 225  | 185  | 180  | 162  | 128  | 123  | 138  | 162  | 180  |
| Počet domů     | 24   | 34   | 37   | 43   | 44   | 46   | 45   | 47   | 49   | 46   | 42   | 55   | 63   | 70   | 77   |

## Obecní správa
Při sčítání lidu v letech 1850–1879 Stoklasná Lhota byla osadou obce Čekanice v okrese Tábor. V letech 1880–1960 byla samostatnou obcí v okrese Tábor. V letech 1961–1971 byla znovu částí obce Čekanice v okrese Tábor. Od 26. listopadu 1971 do 30. června 1980 byla znovu obcí v okrese Tábor, kdy se konaly obecní volby. Od 1. července 1980 je částí města Tábor ve stejnojmenném okrese.

## Pamětihodnosti
- U komunikace ve vesnici se nalézá návesní kaple.

## Pověst
Když se v roce 1860 provdala Rozálie Prokopová, zvaná „Holá“ (prapotomek husitského vojevůdce Ondřeje Prokopa, zvaného „Holý“), ze Stoklasné Lhoty za náchodského sedláka Pecháčka, začal se někdy v ranních mlhách na polích mezi Náchodem a Hejlovem zjevovat Jan Žižka na koni, vzhůru nohama. Tam, kde se to stalo, prý pole přineslo „obrovskou hojnost žita a ovsa“.

## Galerie

Stoklasná Lhota
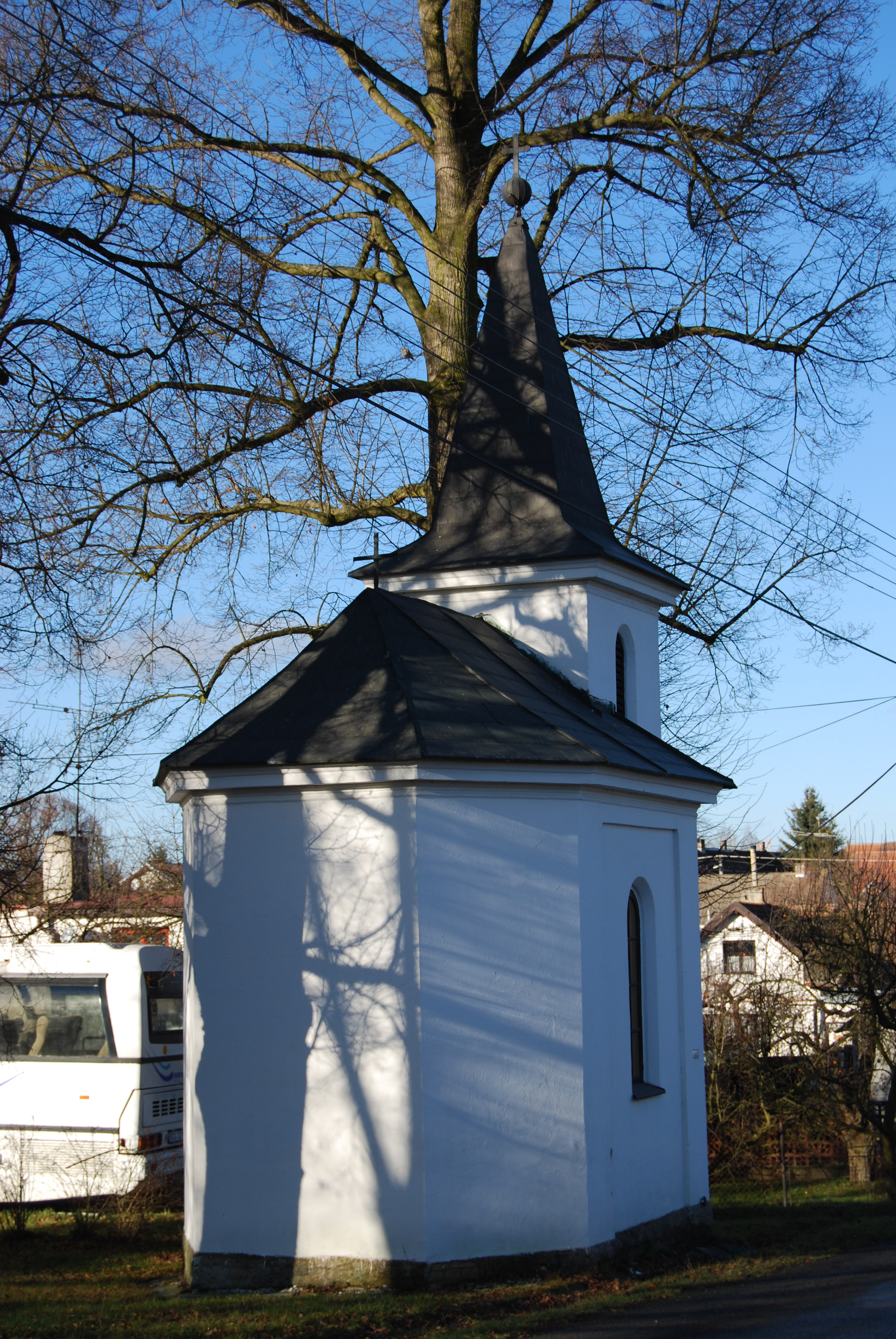
Návesní kaple
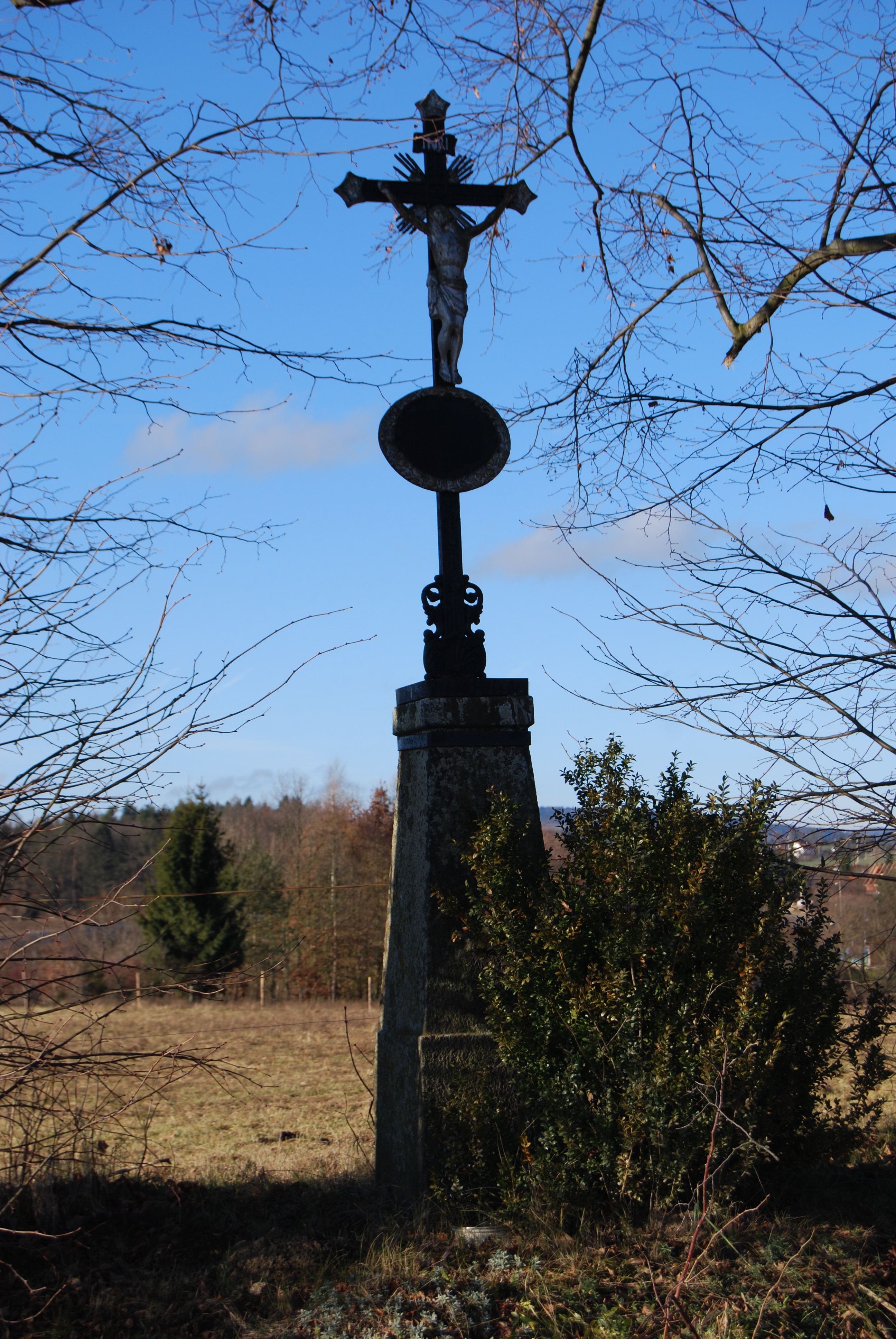
Kříž u silnice na Tábor
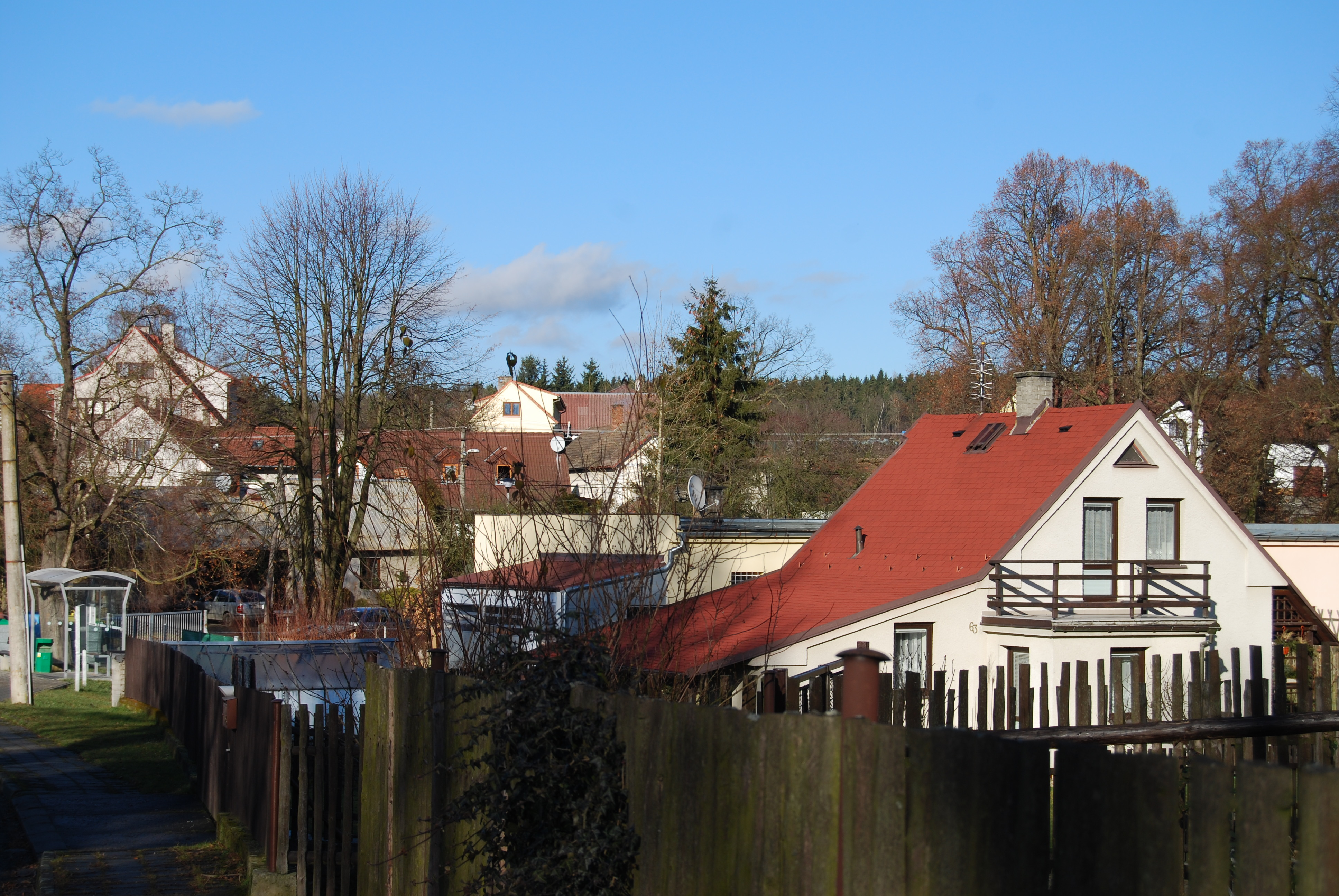
Pohled na část vesnice
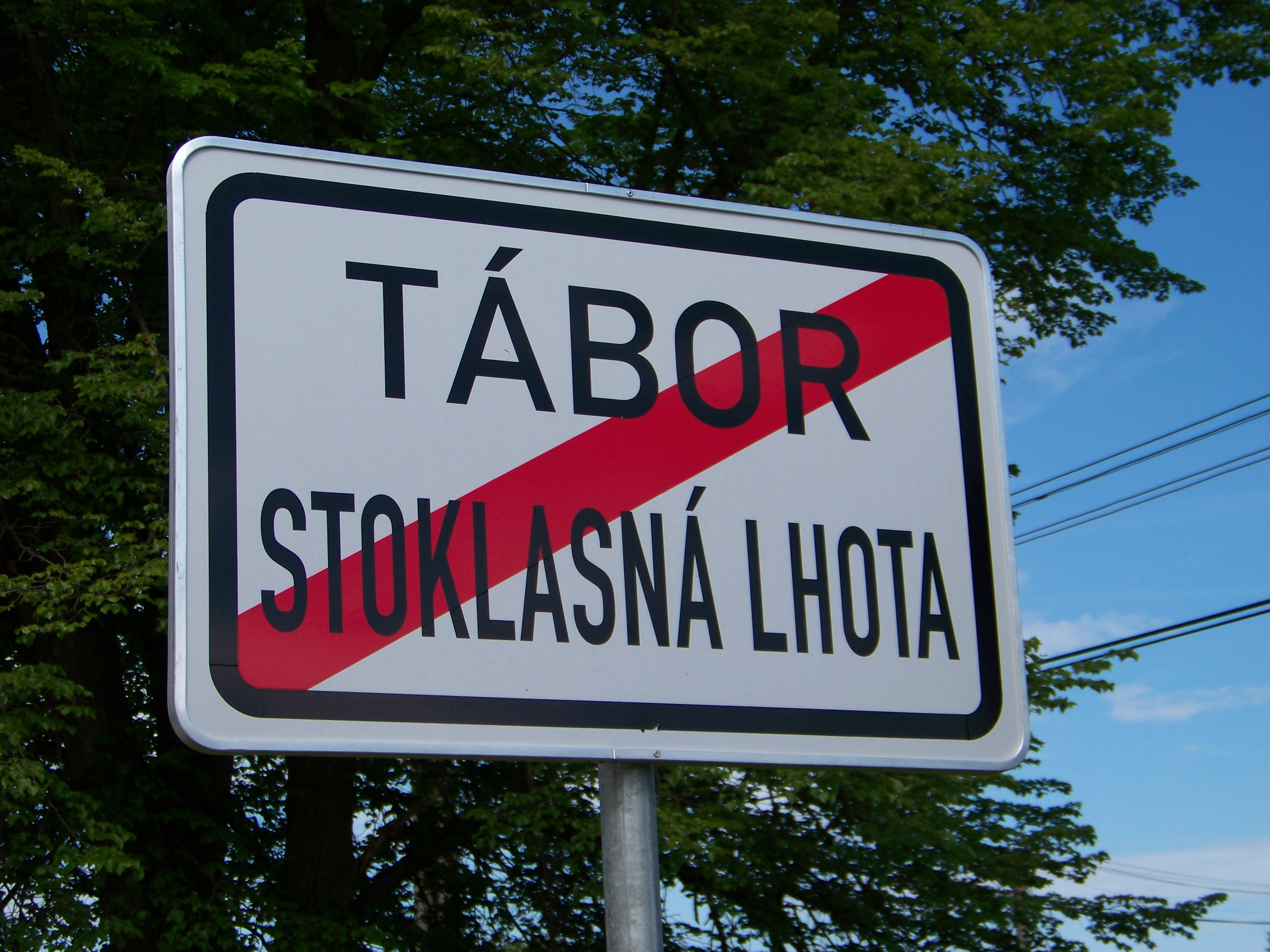
Konec obce
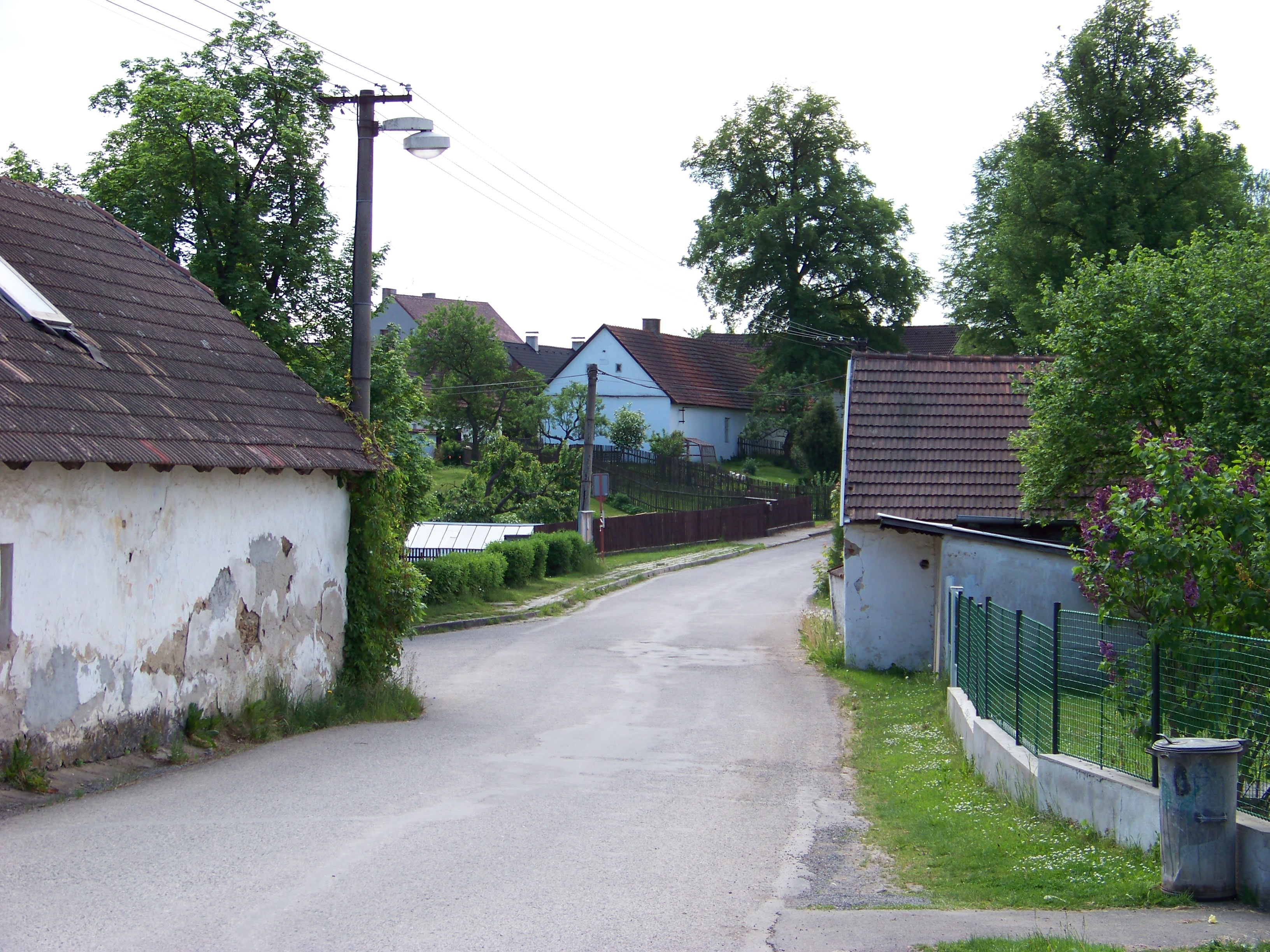
Ulice k jihu
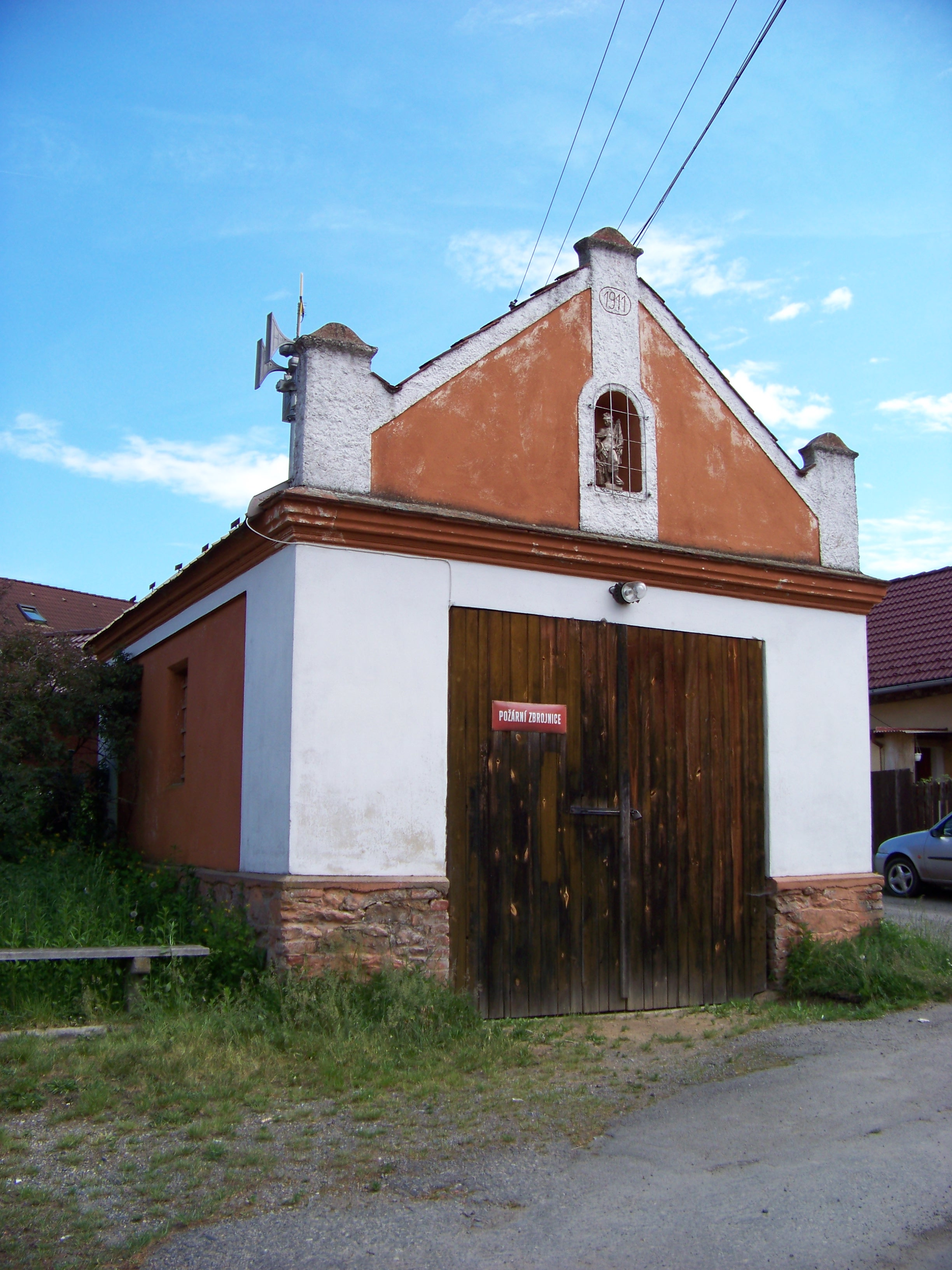
Hasičská zbrojnice